# لوئیز اسکولا
لوئیز اسکولا (به اسپانیایی: Luis Scola) متولد ۱۹۸۰ از بازیکنان ان‌بی‌ای و تیم ملی بسکتبال آرژانتین است. او بسکتبال ان‌بی‌ای را با تیم هیوستون راکتس شروع و سپس در فصل ۲۰۱۲ به فینیکس سانز پیوست.